# カロンガ県
カロンガ県（カロンガけん、Karonga）は、マラウイ北部州にある県であり、中心となる都市もカロンガ（Karonga Town）である。

## カロンガ県
この県は3355km²の面積と19万4572人の人口を擁する。この県は西側をチティパ県と、南側をルンピ県と、東側をマラウイ湖と接しており、北側はタンザニアとの国境となっている。県内にはンコンデ族が多いほか、県内南部に多く住むヘンガ族、タンザニアからの移民であるニャキュウサ族などが暮らしている。また、県内にはデイヴィッド・リヴィングストンの名にちなんだリビングストニアの町がある。
数年前にウラニウムの鉱脈が発見されて以降、以前の砂利道はターマックで舗装され、この地域は大規模に発展しつつある。
なお、マラウイ湖沿いには多くのホテルやゲストハウスがあるが、この地域ではビルハルツ住血吸虫が蔓延しているため、観光客の水泳はあまり推奨されない。